# Металлург (футбольный клуб, Лиепая)
«Металлу́рг» (латыш. Liepājas Metalurgs) — латвийский футбольный клуб из города Лиепая. Основан в 1997 году. Прекратил существование из-за финансовых проблем 11 января 2014 года.

## История

### «Олимпия»
Своё название спортивное общество получило в 1913 году, когда в «Олимпию» переименовали 2-е Лиепайское общество велоспорта, основанное 20 марта 1909 года. В годы Латвийской Республики «Олимпия» была ведущим спортивным обществом Лиепаи, имевшим свой стадион, велотрек, яхт-клуб, плавательный бассейн, где можно заниматься велоспортом, боксом, легкой атлетикой, штангой, баскетболом, волейболом, хоккеем, настольным теннисом, парусным и другими видами спорта. Самым популярным был футбол, который в обществе стал культивировать в начале двадцатых годов. Футбольная команда была создана в 1922 году. С 1925 года до 1940 года играла в первенстве Латвии и семь раз завоевывала 1-е место, шесть раз — 2-е и дважды 4-е место. В 164 играх — 110 побед, 25 ничьих, 29 поражений, разность мячей 447—112. Наиболее убедительным был результат в 1936 году — в 14 встречах 12 побед и 2 ничьи. Команда неоднократно владела «Кубком Риги», который разыгрывали сильнейшие команды Латвии.
Первая официальная игра в истории команды — 23 сентября 1923 года в первенстве Курземе с лиепайским «ЛНСМ» 1:2. Первая встреча с футболистами другого города — 9 июля с рижским «ЛСО» 2:2.
Первый успех «Олимпии» произошел в 1924 году, когда команда завоевала звание чемпиона Курземе. Его добились Лерумс, Балодис, Сердиенис, Кронлакс, Пиколс, Тилс, Блументалс, Берч, Дуданец, Куликовский, Блузманис. Попытка подняться выше не удалась — в решающем поединке за звание чемпиона провинций Латвии поражение со счетом 0:1 от команды Цесиса. Первые международные игры — в Клайпеде с командой «СВ» 2:4 и 1:6, в Лиепае с клайпедчанами 2:5.
В следующем году были убедительно завоеваны звания чемпиона Курземе и провинции Латвии. Финалы этих турниров выиграны со счетом соответственно 12:0 и 7:0, как лучшей провинциальной команде было предоставлено право играть с лучшей командой из Риги за звание чемпиона Латвии, но в Риге в присутствии 4000 зрителей, в дополнительное время поражение со счетом 3:4 от рижского футбольного клуба. Все 8 международных встреч проведены в гостях — в Клайпеде, Каунасе и Восточной Пруссии, и в них одержаны 4 победы.
Первенство 1926 года впервые проводится по круговой системе. 4 командам встречаясь между собой по разу. У «Олимпии» 2-е место — 2 очка за РФК. Из 8 международных встреч, в которых одержаны победы, самыми значительными являются матчи с чемпионом Эстонии «Калевом» (в Таллине) 1:7 и в Лиепае 3:2. И победа со счетом 9:2 в Лиепае над чемпионом Восточной Пруссии тильзитской «Литуанией». Из 28 забитых мячей в международных встречах больше всего на счету Блузманиса — 7.
Начиная с 1927 года, первенство Латвии проводится по круговой системе, и у «Олимпии» 1-е место среди 4 команд — на 4 очка впереди РФК. Из 12 мячей лиепайчан больше всех провел Дуданец — 4. Единственное поражение «Олимпия» записала на свой счет за неявку на последнюю игру в Ригу, которая уже не имела значения для определения победителя. Первое для футболистов звание чемпиона Латвии под руководством тренера из Вены В. Малошека завоевали Минстерянис, Пиколс, Фелсберг, Тилс, Иленс, Станкус, Кронлакс, Матушенок, Блументалс, Жинс, Дуданец, Куликовский, Дамбревиц, Бумейстрас, Лауманис. Первый более дальний гость Лиепаи — «Моравска Славиа» из Брно, которому хозяева уступили со счетом 0:5. В остальных 10 международных встречах с командами Литвы, Эстонии и Восточной Пруссии — 6 побед. Из 30 мячей 12 провел Жинс.
В чемпионате Латвии 1928 года среди 5 команд убедительно 1-е место — на 4 очка впереди РФК. Больше всех мячей забил Дамбревиц — 6 из 22. Впервые завоеван «Кубок Риги», борьбу за который ведут лучшие команды республики. Под руководством тренера из Вены Б.Зингера такого успеха команда добилась в следующем составе: Минстерянис, Лаздиньш, Пиколс, Тилс, Лауманис, Иленс, Фелсберг, Кронлакс, Матушенок, Циммер, Скинч, Бумейстарс, Дамбревиц, Жинс, Дуданец, Блументалс, Станкус, Зейц. Из 11 международных игр (в них были одержаны 3 победы) наиболее значительными являются первые встречи с командами Венгрии, Австрии и Англии. Результаты печальные — с «Любителем» из Йоркшира 2:5, известной в Европе венской «Гертой» (с рядом игроков из сборной Австрии) 0:5 и 1:3, будапештским «Немезетти» даже 0:9, хотя в мачте-реванше счет был 3:3. Дуданец провел 6 мячей из 13.
В чемпионате Латвии 1929 года участвовали 5 команд. Лиепайчане заняли первое место в третий раз подряд — на 2 очка впереди РФК, который повержен лиепайчанами даже со счетом 6:2. Из 27 мячей Дамбревиц забил 11 голов. В финале «Кубка Риги» «Олимпия» одолела «Любителя» со счетом 9:0. Этот успех под руководством Б. Зингера обеспечили Лаздиньш, Пиколс, Лауманис, Тилс, Бендорфс, Кронлакс, Станкус, Бумейстарс, Жинс, Дамбревиц, Дуданец, Куликовский, Бисениекс, Матушенок, Блументалс, Скинч, Зейц. В 12 международных играх с командами Литвы, Эстонии и тремя из Австрии, в том числе с грацким АСК с тремя игроками Австрии. Из 35 мячей Дамбревиц провел 15.
В первенстве республики 1930 года участвовали 7 команд, лиепайчане занили 2-е место — лишь на 2 очка позади РФК, у которых лиепайчане выиграли, но роковым оказалось поражение на своем поле от аутсайдера ЛСО. На счету Скинча оказалось 10 мячей из 29. Третий год подряд завоеван «Кубок Риги», в финале в драматическом поединке (на последних минутах Лагздиньш отразил два 11-метровых штрафных удара) был повержен со счетом 1:0 РФК. В 7 международных встречах лишь одна победа, зато ничья (1:1) с прославленной венской «Гертой». Неудачей завершилось знакомство с финскими футболистами — во всех трех играх поражения, при чем в Хельсинки со сборной города даже со счетом 1:8. Из 9 мячей 3 провел Жинс.
В чемпионате Латвии 1931 года участвовали 8 команд, «Олимпия» заняла 2-е место — только на одно очко позади РФК. Скинч провел 15 мячей из 38. В 3 международных встречах, с командами Чехословакии и Австрии, поражения. Зато у лиепайчан возможность познакомиться с прославленной венской ВАК (0:7) с 4 игроками сборной Австрии, среди которых был легендарный вратарь Хиден.
В чемпионате Латвии 1932 года впервые команда из Лиепаи впервые финишировала ниже 2-го места — 4-е место. Хотя были повержены РФК, и новый чемпион СКА, до 1-го места не хватило 3 очков. Из 38 мячей 9 забил Кикутс. Международных игр всего 5 — с командами Литвы и Эстонии, в которых одержаны 2 победы. Из 14 мячей Кикутс провел 3.
В первенстве Латвии 1932 года среди 8 команд 1-е место — на 2 очка впереди РФК. Победу завоевали Лаздиньш, Тилс, Кикутс, Скинч, Буджанс, Жинс, Воскобойников, Виноградов. Из 37 мячей Скинч забил 11. Заключительный этап турнира был весьма интригующим. «Олимпия» становится лидером лишь за 3 тура до конца, победив в Лиепае в присутствии 3500 зрителей РФК со счетом 1:0. а звание чемпиона обеспечила в последней встрече в Риге с «Унионом», когда была необходима только победа, и победный гол (3:2) был проведен лишь на последних минутах. В обеих этих играх все мячи забил Кикутс. Во всех 5 международных встречах с командами Чехословакии, Литвы и Эстонии одержаны победы. Жинс провел 6 из 20 мячей.
Второй и последний раз в первенстве Латвии 1934 года команда финишировала вне первой двойки — 4-е место среди 8 команд. На этот раз до первого места довольно далеко — 8 очков, однако от 2-го места отделяют лишь 2 очка. Из 32 мячей Воскобойников забил 12, причем в одной игре (с ХСМ) сразу 5. Только одна международная игра — с известной командой из Чехии «Жиденице» и поражение со счетом 1:2.
В 1935 году «Олимпия» финишировала на 2-м месте в чемпионате Латвии среди 8 команд — на 6 очков позади РФК, которой хотя и удалось победить, но очки раздарены командам средней части таблицы. 14 мячей из 29 провел Добелис. В 7 международных играх с командами Литвы и Венгрии одержаны 4 победы, в том числе со счетом 3:2 над «Бочкаи» с 7 игроками сборной Венгрии в составе. Добелис забил 7 мячей из 20.
В первенстве Латвии 1936 года «Олимпия» заняла первое место среди 8 команд — на 3 очка впереди СКА. «Олимпию» начинает и продолжает 4 года подряд тренировать бывший форвард сборной Англии О.Фишер. Звание чемпионов завоевали Лаздиньш, Речинский, Лайманис, Тилс, Зиньгис, Кронлакс, Дзервенс, Станкус, братья Кикуты, Жинс, Воскобойников, Добелис, Канепс, Дуданец, Юрченко. Канепс забил 13 мячей из 37, а в одной игре (с ХСМ) все 5. Окончание чемпионата получилось весьма скандальным, СКА опротестовал выигрыш в Лиепае, назначается переигровка, и «Олимпия» в присутствии 3500 болельщиков в дождь и бурю выигрывает со счетом 3:1. Второй тайм этой игры транслировало Латвийское радио, репортаж прослушал президент и премьер-министр Республики К. Ульманис, который поздравил лиепайчан. В 9 международных встречах с командами Литвы, Венгрии, Румынии и Болгарии одержаны 3 победы, в том числе со счетом 4:3 над чемпионом Болгарии софийским «Левски», в составе которого выступали 8 игроков национальной сборной. Из 21 командного гола 6 провел Воскобойников.
1937 стал годом перемен в латвийском футболе и «Олимпии». Первенство проходило по принципу осень — весна, то есть 1-й круг осенью, а 2-й — весной, поэтому в этом году звание чемпиона не разыгрывается. «Олимпию» покинули 7 ведущих игроков, и все же лиепайчане в обновленном составе осенью в 6 играх одерживают 5 побед. В розыгрыше кубка Латвии самая крупная сенсация сезона — «Олимпия» проигрывает команде Цесиса. Сезон очень богат международными встречами. В 12 играх (4 победы) лиепайчане встретились с 8 командами из 5 стран, в том числе с чемпионом Палестины тельавивским «Хапоэлем» (3:2), чемпионом Южной Франции «Бордо» (2:2 и 2:2), известными венгерскими командами «Будафок» (4:2 и 2:1), «Кишпешт» (0:5) и «Сегед» (0:7 и 1:1), провели турне по Польше (в Катовице 0:5 и Хожуве 1:6). Хейблих провел 6 из 22 командных мячей.
В чемпионате Латвии 1938 года «Олимпия» финишировала на 1-м место в конкуренции 8 команд — на 3 очка впереди РФК. Звание чемпионов завоевали Лаздиньш, Речинский, Лауманис, Тилс, В. Зиньгис, Егерс, Круминьш, Меднис, Хейблих, Юрченко, Кришянов, Э. Зиньгис, Зейц. 11 из 14 мячей забил Кришянов. Самый урожайный на международные встречи сезон — 14 поединков с клубами Литвы, Эстонии, Польши, Венгрии, Чехословакии и Франции. Среди 6 побед и 9:3 над студенческой сборной Чехословакии, 3:2 над командой Пльзеня с несколькими игроками национальной сборной в составе. Успехом является также минимальное поражение (0:1) команде города Страсбурга, в составе которой играли бывшие «сборники» Германии и Австрии, и ничейный результат турне по Польше. Кришянов провел 16 из 39 мячей. В последние дни года «Олимпия» отправилась в Голландию, однако сыграть не удалось — неожиданно ударил крепкий мороз и выпал глубокий снег.
В первенстве Латвии 1939 года — 1-е место среди 8 участников — на 2 очка впереди СКА. На счету лиепайчан 6 выигрышей с разницей в 4 и более мячей, в том числе 7:0 и 9:0. В двух играх за 25 минут было забито 6 мячей. Последний раз звание чемпиона Латвии «Олимпия» завоевала в следующем составе: Лаздиньш, Лауманис, Тилс, Гаушис, В. Зиньгис, Егерс, Дзервис, Лакуцис, Лазденберг, Апсенс, Э. Зиньгис, Кришянов, Фрейманис, Юрченко, Хейблих, Берзиньш, Миезитис, Левенштейн. По 13 из 51 мяча провели Кришянов и Фрейманис. В финале розыгрыша кубка Латвии сокрушительное поражение от РФК — 1:5. Поскольку уже летом в Европе становится неспокойно, то проведены только 3 международных встречи с клубами двух стран, в которых одержаны 2 победы — над венгерским «Кишпештом» и пражским «Викториа Жижковым». Из 9 мячей Кришянов и Э. Зиньгис забили по 3.
В 1940 году — 2-е место в первенстве Латвии с участием 8 команд — на 2 очка отстали от РФК. «Олимпию» крепко подвел предыдущий осенний этап, когда пришлось играть без 6 дисквалифицированных футболистов основного состава, и в 7 играх 1 -го круга набрано всего 8 очков. Из 42 командных мячей 12 на счету Берзиньша. Июньские события усложнили футбольную жизнь Латвии. Последняя решающая встреча смогла состояться только более месяца спустя после намеченного срока — 4-го августа. Ажиотаж перед игрой был очень большим, так как в случае победы лиепайчане догоняли РФК. В Лиепаю прибыл поезд с любителями футбола из Риги. Однако напряженная борьба, за которой наблюдали 5000 зрителей, завершилась вничью — 0:0. Состоялась лишь одна международная игра с чемпионом Литвы, в которой одержана победа.
В чемпионате 1941 года успели пройти только 6 туров — началась война. «Олимпия» переименованная в «Динамо», скромно начала турнир — 1 победа, 4 ничьи, 1 поражение и место в середине таблицы.
В первенстве Латвии 1942 года приняли участие 6 команд, сыгравших между собой в один круг. Ведущая команда Лиепаи вновь называется «Олимпией» и занимает 2-е место — на 3 очка меньше, чем у СКА. Из 12 команды мячей 5 провел Хейблих. «Олимпия» представляет сборную Лиепаи в 7 встречах со сборными других городов и побеждает Таллин со счетом 4:0 и Кенигсберг 3:1(на эту игру пришли 6000 зрителей), а во встречах с Ригой 1 победа и по 2 ничьих и поражения. 5 мячей из 14 забил Хейблих.
В первенстве Латвии 1943 года выступили 7 команд, команда из Лиепаи заняла 2-е место — на 1 очко меньше, чему у СКА. Из 20 командных мячей 5 провел Апсенс. Завоеваны 3 кубка, борьбу за которые вели лучшие команды Латвии, учрежденные рижскими командами «Даугавиеши» и ЛЖО, а также приз зимнего турнира. Лиепайчане были совсем близки и к завоеванию 4 приза — кубка Латвии. В первой финальной игре они выиграли у СКА со счетом 2:0, но во второй в Риге уступили — 264. Общий счет оказался ничейным, было назначено дополнительное время, в ходе которого «Олимпия» пропустила еще 3 мяча.
В первенстве Латвии с участием 7 команд осталась несыгранной только одна, но решающая игра: «Олимпия» — рижский СКА. Победа над лидером позволила лиепайчанам с 3-го места на 1-е. Однако Латвию разрезала линия фронта.
Советский клуб «Даугава» из Лиепаи должен считаться преемником «Олимпии», так как многие игроки и тренер (Карлис Тилс) перешли в клуб. В период до 1989 года команда имела следующие названия: «Даугава» в 1945—1947, «Динамо» в 1948, «Сарканаис» в 1949—1961, «Звейниекс» в 1962—1989 годах.
В период с 1991 по 1996 годы клуб имел разные названия: «Олимпия» в 1990—1993, «ФК Лиепая» в 1994, «ДАГ-Лиепая» в 1995—1996 (после слияния с рижским ДАГ), «Балтика» в 1996—1997 годах.
В декабре 1997 года по просьбе ФК «Балтика» к деятельности клуба подключился завод «Лиепаяс Металургс». В течение непродолжительного времени ФК назывался «Балтика-Металургс». И, наконец в июне 1997 года АО «Лиепаяс Металургс» переняло клуб в свое ведение.

### «Металлург»
В 1998 году команда, руководимая Юрием Попковым вышла в финал Кубка Латвии и заняла призовое место в чемпионате Латвии. Впервые на лиепайском стадионе «Даугава» был сыгран матч в рамках одного из еврокубков, «Металлург» принимал исландский «Кеблавик» и под проливным дождем одержал победу. После преодоления исландского барьера в игре с португальской «Брагой» «Металлург» дома сыграл вничью и проиграл в гостях 0:4. В чемпионате Латвии команда заняла второе место.
В сезоне 1999 года команда продолжала играть на том же уровне, что и в предыдущем сезоне. В самом конце чемпионата борьбу за титул выиграл «Сконто». Решающая битва состоялась в Риге, в ней лиепайчанам была необходима только победа, в случае нее, они бы сравнялись по очкам с рижанами. В этом же году состоялся дебют в Кубке УЕФА, где команда проиграла польскому «Леху».
«Металлург» занял 3 место в сезоне 2000 году и отстал от чемпиона «Сконто» на 20 очков. Юрий Попков был вынужден покинуть пост главного тренера. Клуб заключил пятилетнее соглашение о сотрудничестве с московским «Спартаком». В Лиепаю приезжал Олег Романцев, а игроки Добрецов и Верпаковский были на просмотре в «Спартаке». В Кубке УЕФА команда уступила норвежскому «Бранну».
В 2001 году команду возглавил новый главный тренер — Анатолий Шелест и появился ряд игроков из Москвы: Тарас Шелест («Спартак-Чукотка», воспитанник «Спартака»), Александр Павленко (играл за «Спартак»), Александр Катасонов («Сатурн», «Локомотив»), Сергей Скобляков (воспитанник «Спартака»), Михаил Соловьев (ЦСКА, «Торпедо») и олимпийский чемпион 1988 года Владимир Татарчук. Команда к июню вышла в лидеры чемпионата, впервые проиграла в Вентспилсе. Далее последовало второе поражение тому же «Вентспилсу» дома в присутствии 3500 зрителей. В Кубке Интертото «Металлург» выбил ирландский «Корк Сити», дома победил «Херенвен». В июле лиепайчане выиграли у «Сконто» со счетом 4:2, проиграв первый тайм 0:2. Осенью у команды начался спад. Перед последним туром лидеры подошли со следующим очковым багажом: ФК «Вентспилс» — 67 очков, «Сконто» — 65, «Металлург» — 64. Лиепайские футболисты уступили дома «Сконто», а «Вентспилс» проиграл в Даугавпилсе. Чемпионство завоевала команда из Риги.
В межсезонье перед сезоном 2002 года новым главным тренером стал Владимир Муханов. В команду пришло большое число новых футболистов — Орловский, Рябинин, Пучинский, Бурлаков, Маришин, Селезнев и Бобров. Все эти игроки и тренер были отчислены после ничьи с «Валмиерой». На пост наставника был назначен Виктор Лукин, который до этого тренировал команду дублеров. В связи с этим многие местные молодые игроки получили возможность играть в лиепайской команде. Латвийскому футболу открылись такие футболисты, как Клява и Иванов. Из легионеров в клубе остались Атманавичюс и Катасонов, а также Павленко. «Металлург» в Кубке УЕФА впервые проиграл в еврокубке на домашней арене — австрийскому «Кернтену». В чемпионате команда финишировала на 3-й строчке, опередив «Динабург».
В 2003 году Виктор Лукин остался на посту главного тренера, в результате чего сохранился костяк команды, который был усилен Эдийсом Даниловым и несколькими легионерами. «Металлург» вновь на равных боролся со «Сконто» за чемпионство до самого конца сезона.
В 2004 году руководство клуба решило пригласить опытного литовского специалиста Беньяминаса Зелькявичюса. Стартовый круг у клуба не получился, конкуренты «Сконто» и «Вентспилс» убежали вперед. Летом сборная страны впервые принимала участие в чемпионате Европы. Во время паузы нее Зелькявичюс преобразил команду, и «Металлург» стал одерживать одну победу за другой. Впервые лиепайские футболисты сумели обыграть «Сконто» в Риге, а также одержать победы во всех 7 матчах круга, которому «Металлург» уступил 1:5, 0:4. Судьба золотых медалей чемпионата должна была решиться в очной встрече со «Сконто» в Лиепае за два тура до конца чемпионата. При равенстве очков «Металлург» имел бы преимущество по личным встречам. После первого тайма «Металлург» вел 2:0, «Сконто» в течение одной минуты счет сравнял и затем вышел вперед. В конце матча в ворота «Сконто» был назначен пенальти, который не забил Геннадий Солоницын.
В 2014 году клуб потерял финансовую поддержку завода Liepājas Metalurgs и 13 января прекратил своё существование. Детские и юношеские футбольные программы перешли под самоуправление правительства города Лиепая.

### Названия
- «ДАГ/Лиепая» (1995 год)
- «Лиепая» (по сентябрь 1996 года)
- «Балтика» (сентябрь — декабрь 1996 года)
- «Балтика/Металлург» (декабрь 1996 — июнь 1997)
- «Металлург» (с июля 1997 года)

## Результаты выступлений

### Чемпионат и Кубок Латвии
| Сезон | Лига        | Место | И  | В  | Н  | П  | Голы   | О  |  | Кубок       |
| ----- | ----------- | ----- | -- | -- | -- | -- | ------ | -- |  | ----------- |
| 1995  | Высшая лига | 8     | 24 | 7  | 7  | 10 | 26‒34  | 28 |  | Финалист    |
| 1996  | Высшая лига | 5     | 28 | 11 | 5  | 12 | 32‒44  | 38 |  | 1/4 финала  |
| 1997  | Высшая лига | 5     | 24 | 9  | 4  | 11 | 27‒32  | 31 |  | 1/4 финала  |
| 1998  | Высшая лига | 2     | 28 | 17 | 6  | 5  | 62‒25  | 57 |  | Финалист    |
| 1999  | Высшая лига | 2     | 28 | 19 | 3  | 6  | 73‒25  | 60 |  | 1/2 финала  |
| 2000  | Высшая лига | 3     | 28 | 16 | 7  | 5  | 51‒25  | 55 |  | Финалист    |
| 2001  | Высшая лига | 3     | 28 | 20 | 4  | 4  | 60‒24  | 64 |  | 1/2 финала  |
| 2002  | Высшая лига | 3     | 28 | 15 | 6  | 7  | 56‒31  | 51 |  | Финалист    |
| 2003  | Высшая лига | 2     | 28 | 22 | 2  | 4  | 100‒29 | 68 |  | 1/4 финала  |
| 2004  | Высшая лига | 2     | 28 | 21 | 3  | 4  | 85‒27  | 66 |  | 1/2 финала  |
| 2005  | Высшая лига | 1     | 28 | 22 | 5  | 1  | 85‒19  | 71 |  | Финалист    |
| 2006  | Высшая лига | 2     | 28 | 18 | 6  | 4  | 66‒20  | 60 |  | Победитель  |
| 2007  | Высшая лига | 2     | 28 | 18 | 4  | 6  | 42‒21  | 58 |  | 1/4 финала  |
| 2008  | Высшая лига | 2     | 28 | 14 | 11 | 3  | 48‒25  | 53 |  | 1/4 финала  |
| 2009  | Высшая лига | 1     | 32 | 25 | 4  | 3  | 96‒23  | 79 |  | 1/4 финала  |
| 2010  | Высшая лига | 3     | 27 | 19 | 4  | 4  | 70‒20  | 61 |  | Финалист    |
| 2011  | Высшая лига | 2     | 32 | 22 | 4  | 6  | 72‒26  | 70 |  | Финалист    |
| 2012  | Высшая лига | 4     | 36 | 21 | 7  | 8  | 60‒33  | 70 |  | Финалист    |
| 2013  | Высшая лига | 5     | 27 | 11 | 7  | 9  | 54‒35  | 40 |  | 1/4 финала* |

* — после расформирования «Металлурга» на стадии 1/4 финала кубка его заменил новый клуб «Лиепая».

### Еврокубки
| Сезон   | Соревнование             | Раунд | Страна                    | Соперник          | Дома | На выезде | Результат |
| ------- | ------------------------ | ----- | ------------------------- | ----------------- | ---- | --------- | --------- |
| 1998/99 | Кубок обладателей кубков | КР    | Флаг Исландии             | Кеблавик          | 4:2  | 0:1       | 4:3       |
| 1998/99 | Кубок обладателей кубков | 1/16  | Флаг Португалии           | Брага             | 0:0  | 0:4       | 0:4       |
| 1999/00 | Кубок УЕФА               | КР    | Флаг Польши               | Лех               | 3:2  | 1:3       | 4:5       |
| 2001    | Кубок Интертото          | 1     | Флаг Ирландии             | Корк Сити         | 1:0  | 2:1       | 3:1       |
|         |                          | 2     | Флаг Нидерландов          | Херенвен          | 3:2  | 1:6       | 4:8       |
| 2000/01 | Кубок УЕФА               | КР    | Флаг Норвегии             | Бранн             | 1:1  | 0:1       | 1:2       |
| 2002/03 | Кубок УЕФА               | КР    | Флаг Австрии              | Кэрнтен           | 0:2  | 2:4       | 2:6       |
| 2003/04 | Кубок УЕФА               | КР    | Флаг Румынии              | Динамо (Бухарест) | 1:1  | 2:5       | 3:6       |
| 2004/05 | Кубок УЕФА               | 1КР   | Флаг Фарерских островов   | Б36 (Торсхавн)    | 8:1  | 3:1       | 11:2      |
|         |                          | 2КР   | Флаг Швеции               | Эстер             | 1:1  | 2:2       | 3:3 (a)   |
|         |                          | 1     | Флаг Германии             | Шальке 04         | 0:4  | 1:5       | 1:9       |
| 2005/06 | Кубок УЕФА               | 1КР   | Флаг Фарерских островов   | НСИ Рунавик       | 3:0  | 3:0       | 6:0       |
|         |                          | 2КР   | Флаг Бельгии              | Генк              | 2:3  | 0:3       | 2:6       |
| 2006/07 | Лига чемпионов УЕФА      | 1КР   | Флаг Казахстана           | Актобе            | 1:0  | 1:1       | 2:1       |
|         |                          | 2КР   | Флаг Украины              | Динамо (Киев)     | 1:4  | 0:4       | 1:8       |
| 2007/08 | Кубок УЕФА               | 1КР   | Флаг Беларуси (1995—2012) | Динамо (Брест)    | 1:1  | 2:1       | 3:2       |
|         |                          | 2КР   | Флаг Швеции               | АИК               | 3:2  | 0:2       | 3:4       |
| 2008/09 | Кубок УЕФА               | 1КР   | Флаг Северной Ирландии    | Гленторан         | 2:0  | 1:1       | 3:1       |
|         |                          | 2КР   | Флаг Румынии              | Васлуй            | 0:2  | 1:3       | 1:5       |
| 2009/10 | Кубок УЕФА               | 2КР   | Флаг Грузии               | Динамо (Тбилиси)  | 2:1  | 1:3       | 3:4       |
| 2012/13 | Лига Европы УЕФА         | 1КР   | Флаг Сан-Марино           | Ла Фиорита        | 2:0  | 4:0       | 6:0       |
|         |                          | 2КР   | Флаг Польши               | Легия             | 2:2  | 1:5       | 3:7       |

## Достижения
Высшая лига Латвии
- Чемпион (2): 2005, 2009
- Серебряный призер (8): 1998, 1999, 2003, 2004, 2006, 2007, 2008, 2011
- Бронзовый призер (3): 2000, 2001, 2002, 2010

Кубок Латвии
- Обладатель (1): 2006
- Финалист (8): 1995, 1998, 2000, 2002, 2005, 2011, 2012, 2013

Балтийская лига
- Чемпион (1): 2007

## Главные тренеры
- Виктор Нестеренко (1995)
- Владимир Жук (1996)
- Шендерис Гиршовичюс (1996)
- Янис Гилис (1997)
- Янис Интенберг (1997 — и. о.)
- Юрий Попков (1998—2000)
- Анатолий Шелест (2000—2001)
- Владимир Муханов (2002)
- Виктор Лукин (2002—2003)
- Беньяминас Зелькявичус (2004—2007)
- Юрий Андреев (2008)
- Владимир Осипов (2008 — и. о.)
- Рюдигер Абрамчик (2008—2010)
- Владимир Осипов (2011—2012)
- Дмитрий Калашников (2012 — и. о.)
- Янис Интенберг (2012—2014)

## Рекорды клуба
- Самая крупная победа: 10:1 («Ауда», 2004), 9:0 («Вента», 2005)
- Наиболее крупное поражение: 0:7 («Сконто», 1997).

## Символика

### Цвета клуба
| Красный | Синий | Белый |